# JET!!!/SUNSHINE
『JET!!!/SUNSHINE』（ジェット/サンシャイン）は、DREAMS COME TRUEの36枚目のシングル（両A面シングル）。2005年11月30日発売。

## 概要
- この作品は「きくきくセット」と「きくみるセット」の2形態で発売。「きくきくセット」には、ボーナスCDとして「WINTER SONG ～DANCING SNOWFLAKES VERSION～」が、「きくみるセット」にはボーナスDVDとして映画『アマレット』の本編DVDがついている。『アマレット』のDVDは単品で今作と同時発売したが、そちらはSPECIAL COLLECTOR EDITIONとして、DVDの内容にメイキング映像を加え、さらに映画のサウンドトラックCD(単品での発売はなし)との2枚組・1種類のみで発売されている。
- 2曲とも後に13枚目のアルバム『THE LOVE ROCKS』にアルバムバージョンとして収録。
- ミュージックビデオは「SUNSHINE」、「JET!!!」の順番でつながっている。「THE LOVE ROCKS」の初回盤DVDに収録。両作に伊藤淳史が出演。ちなみに、「きくみるセット」についている『アマレット』にも出演している。
- 「きくきくセット」と「きくみるセット」のどっちを買う？という趣向でオリジナルソングとプロモーション用映像が制作された。

## 収録曲

### きくきくセット

#### Disc 1
1. JET!!!
  - 作詞:吉田美和、作曲・編曲:中村正人
  - 吉田美和も出演しているロッテガーナミルクチョコレートCMソング。
2. SUNSHINE
  - 作詞:吉田美和、作曲:吉田美和・中村正人、編曲:中村正人
  - 『めざましテレビ』テーマソング。

#### Disc 2
1. WINTER SONG 〜DANCING SNOWFLAKES VERSION〜
  - 作詞:吉田美和・MIKE PELA、作曲:吉田美和・中村正人、編曲:中村正人・上杉洋史
  - HondaオデッセイCFソング
  - 2017冬季アジア札幌大会イメージソング[1][2]
  - 「WINTER SONG」のハウスリミックスバージョン。同年に行われたライブツアー「DIAMOND15」にて披露されていたが好評を博したため音源化。
  - プロモーション用に極少数ではあるが、アナログ盤が製作されている。
2. WINTER SONG 〜DANCING SNOWFLAKES VERSION〜 ED TUTON POWER MIX featuring MC MARCE
  - 作詞:吉田美和・MIKE PELA、作曲:吉田美和・中村正人、編曲:中村正人・上杉洋史

### きくみるセット

#### Disc 1（CD）
- きくきくセットのDisc 1と同じ内容。

#### Disc 2（DVD）
- 映画「アマレット」本編映像を収録。

## 収録アルバム
- JET!!!
THE LOVE ROCKS (album version)
DREAMS COME TRUE GREATEST HITS "THE SOUL 2"
DREAMS COME TRUE THE BEST! 私のドリカム (album version)
- SUNSHINE
THE LOVE ROCKS (album version)
- WINTER SONG 〜DANCING SNOWFLAKES VERSION〜
DREAMS COME TRUE GREATEST HITS "THE SOUL 2"
- WINTER SONG 〜DANCING SNOWFLAKES VERSION〜 ED TUTON POWER MIX featuring MC MARCE